# Monomorium inquietum
Monomorium inquietum är en myrart som beskrevs av Santschi 1926. Monomorium inquietum ingår i släktet Monomorium och familjen myror. Inga underarter finns listade i Catalogue of Life.